# Дикхольцен
Дикхольцен (нем. Diekholzen) — община в Германии, в земле Нижняя Саксония.
Входит в состав района Хильдесхайм. Население составляет 6736 человек (на 31 декабря 2010 года). Занимает площадь 30,21 км².
Коммуна подразделяется на 4 сельских округа.
| Год  | Население |
| ---- | --------- |
| 1990 | 6189      |
| 1995 | 7107      |
| 2000 | 7046      |
| 2005 | 6878      |
| 2010 | 6732      |